# Gustavo Chams
Gustavo Chams (nacido el 28 de mayo de 1994) es un fotógrafo, diseñador y artista visual brasilero. Es conocido por su trabajo con celebridades como Gisele Bundchen, Isabeli Fontana, Gaspard Ulliel y Stella McCartney y por usar una de sus muestras para criticar públicamente al presidente electo en Brasil en 2019 Jair Bolsonaro, lo que le hizo recibir diferentes comentarios al respecto.

## Vida y carrera
Nacido y crecido en Santo André, Brasil, Gustavo empezó a trabajar a muy temprana edad como un retocador digital y operador gráfico en un laboratorio de fotografía local.
Algunos años después, como fotógrafo, firmó su primera revista de moda que luego le permitió trabajar con celebridades locales de Brasil Su trabajo ganó notoriedad luego de trabajar con celebridades como Gisele Bundchen, Thaila Ayala, Isabeli Fontana, Stella McCartney, Gaspard Ulliel y Caroline Trentini;
En 2017, Gustavo creó el proyecto #BrazilianSpring, un manifiesto artístico que luchó por cambios político-socioculturales en Brasil – una primavera, en referencia a la revolución de 1848 también conocida como la primavera del pueblo.
En 2018, Gustavo organizó una muestra individual de arte en Vancouver, Canadá, criticando públicamente al presidente electo en Brasil en 2019 Jair Bolsonaro comparándolo al líder Nazi Adolf Hitler. Gustavo recibió diferentes comentarios por esta muestra. El Jornal de Toronto dijo que Gustavo representa la voz de un grupo social que se opone al surgimiento de la política de la extrema derecha en Brasil, pero también se cuestionó si el trabajo de Gustavo había ido demasiado lejos. El Jornal GGN dijo que la muestra de Gustavo es un claro retrato de la verdadera realidad de Brasil luego del Golpe de Estado parlamentario del 2016 que llevó a la peor regresión económica y social que se haya visto en 20 años tras el surgimiento de un líder de la extrema derecha Jair Bolsonaro (PSL).
Gustavo también ha organizado varias otras muestras de arte en diferentes momentos en Brasil y en otros sitios.

## Muestras
- Pandemonio, Liquid Amber Gallery, 2019 – Vancouver,Canadá
- Serpenteo, inflexiones, y camellos enojados, TheFields Exhibition and Project Space, 2018 – Vancouver, Canadá[11][9]
- Muestra de Tesis: Primavera Brasilera, VisualCollege of Art and Design, 2016 – Vancouver, Canadá[12][10]
- Trabajo Completo de Arte, Markeshift Spaces, 2016 – Vancouver, Canadá
- O corpo, Fotografe uma Idea, 2014 – São Paulo,Brasil
- Projeto Goela, Virtual Gallery, 2015 – São Paulo,Brasil